# Espira-de-Conflent
Espira-de-Conflent (în catalană Espirà de Conflent) este o comună în departamentul Pyrénées-Orientales din sudul Franței. În 2009 avea o populație de 179 de locuitori.

## Evoluția populației
| An        | 1975 | 1982 | 1990 | 1999 | 2006 | 2009 |
| --------- | ---- | ---- | ---- | ---- | ---- | ---- |
| Populație | 121  | 124  | 132  | 125  | 175  | 179  |